# Brazília az 1996. évi nyári olimpiai játékokon
Brazília az egyesült államokbeli Atlantában megrendezett 1996. évi nyári olimpiai játékok egyik részt vevő nemzete volt. Az országot az olimpián 18 sportágban 221 sportoló képviselte, akik összesen 15 érmet szereztek.

## Érmesek
| Érem  | Versenyző | Sportág    | Versenyszám           |
| ----- | --- | ---------- | --------------------- |
| Arany | Sandra Pires Jackie Silva | Röplabda   | Női strandröplabda    |
| Arany | Robert Scheidt | Vitorlázás | Laser                 |
| Arany | Torben Grael Marcelo Ferreira | Vitorlázás | Csillaghajó           |
| Ezüst | Nemzeti válogatott Hortência Marcari Oliva Maria Angelica Adriana Aparecida Santos Leila Sobral Maria Paula Silva Janeth Arcain Roseli Gustavo Marta Sobral Silvinha Alessandra Santos de Oliveira Cintia Santos Claudia Maria Pastor | Kosárlabda | Női                   |
| Ezüst | Mônica Rodrigues Adriana Samuel | Röplabda   | Női strandröplabda    |
| Ezüst | Gustavo Borges | Úszás      | Férfi 200 m gyors     |
| Bronz | Arnaldo da Silva Robson da Silva Édson Ribeiro André da Silva | Atlétika   | Férfi 4 × 100 m váltó |
| Bronz | Henrique Guimarães | Cselgáncs  | Férfi harmatsúly      |
| Bronz | Aurélio Miguel | Cselgáncs  | Férfi félnehézsúly    |
| Bronz | Nemzeti válogatott Dida Zé María Aldair Ronaldo Guiaro Flávio Conceição Roberto Carlos Bebeto Amaral Juninho Rivaldo Sávio Danrlei Narciso André Luiz Zé Elias Marcelinho Luizão Ronaldo                                              | Labdarúgás | Férfi                 |
| Bronz | Rodrigo Pessoa Álvaro de Miranda Neto Luiz Felipe de Azevedo André Johannpeter | Lovaglás   | Csapat díjugratás     |
| Bronz | Nemzeti válogatott Ana Ida Alvares Leila Barros Ericleia Bodziak Hilma Caldeira Ana Paula Connelly Marcia Fu Cunha Virna Dias Ana Moser Ana Flavia Sanglard Hélia Souza Sandra Suruagy Fernanda Venturini                             | Röplabda   | Női                   |
| Bronz | Fernando Scherer | Úszás      | Férfi 50 m gyors      |
| Bronz | Gustavo Borges | Úszás      | Férfi 100 m gyors     |
| Bronz | Lars Grael Kiko Pellicano | Vitorlázás | Tornádó               |

## Asztalitenisz
Férfi
| Versenyző                    | Versenyszám | Csoportkör | Csoportkör | Nyolcaddöntő                                          | Negyeddöntő       | Elődöntő          | Döntő             | Helyezés |
| Versenyző                    | Versenyszám | Ellenfél Eredmény | Hely.      | Ellenfél Eredmény                                     | Ellenfél Eredmény | Ellenfél Eredmény | Ellenfél Eredmény | Helyezés |
| ---------------------------- | ----------- | --- | ---------- | ----------------------------------------------------- | ----------------- | ----------------- | ----------------- | -------- |
| Hugo Hoyama                  | Egyes       | K csoport · Dexter St. Louis (TRI) · 2:0 · Kim Szonghü (PRK) · 2:0 · Jörgen Persson (SWE) · 2:1                                                                           | 1.         | Petr Korbel (CZE) · 21–17, 21–19, 17–21, 14–21, 13–21 | kiesett           | kiesett           | kiesett           | 9.       |
| Giuliano Peixoto Hugo Hoyama | Páros       | E csoport · Németország (GER) · Jörg Roßkopf · Steffen Fetzner · 0:2 · Ausztria (AUT) · Karl Jindrak · Werner Schlager · 1:2 · Kanada (CAN) · Joe Ng · Johnny Huang · 0:2 | 4.         |                                                       | kiesett           | kiesett           | kiesett           | 25.      |

Női
| Versenyző                 | Versenyszám | Csoportkör | Csoportkör | Nyolcaddöntő      | Negyeddöntő       | Elődöntő          | Döntő             | Helyezés |
| Versenyző                 | Versenyszám | Ellenfél Eredmény | Hely.      | Ellenfél Eredmény | Ellenfél Eredmény | Ellenfél Eredmény | Ellenfél Eredmény | Helyezés |
| ------------------------- | ----------- | --- | ---------- | ----------------- | ----------------- | ----------------- | ----------------- | -------- |
| Lyanne Kosaka             | Egyes       | P csoport · Emilia Elena Ciosu (ROU) · 2:0 · Bose Kaffo (NGR) · 2:0 · Dai-Yong Tu (SUI) · 0:2 | 2.         | kiesett           | kiesett           | kiesett           | kiesett           | 17.      |
| Monica Doti               | Egyes       | O csoport · Chan Tan Lui (HKG) · 0:2 · Lily Hugh-Yip (USA) · 0:2 · Tóth Krisztina (HUN) · 0:2 | 4.         | kiesett           | kiesett           | kiesett           | kiesett           | 49.      |
| Lyanne Kosaka Monica Doti | Páros       | H csoport · Dél-Korea (KOR) · Kim Mugjo (Kim Mu-gyo) · Pak Kjonge (Park Gyeong-ae) · 0:2 · Japán (JPN) · Jamasita-Kaizu Fumijo · Szató Rika · 0:2 · Horvátország (CRO) · Eldijana Aganović · Boros Tamara · 0:2 | 4.         |                   | kiesett           | kiesett           | kiesett           | 25.      |

## Atlétika
Férfi
| Versenyző                                                                                | Versenyszám     | Előfutam | Előfutam | Előfutam | Negyeddöntő   | Negyeddöntő   | Negyeddöntő   | Elődöntő | Elődöntő | Elődöntő | Döntő   | Döntő    |
| Versenyző                                                                                | Versenyszám     | Idő      | Hely.    | Össz.    | Idő           | Hely.         | Össz.         | Idő      | Hely.    | Össz.    | Idő     | Helyezés |
| ---------------------------------------------------------------------------------------- | --------------- | -------- | -------- | -------- | ------------- | ------------- | ------------- | -------- | -------- | -------- | ------- | -------- |
| André da Silva                                                                           | 100 m           | 10,25    | 1.       | 12.      | 10,26         | 4.            | 19.*          | kiesett  | kiesett  | kiesett  | kiesett | kiesett  |
| Arnaldo da Silva                                                                         | 100 m           | 10,62    | 7.       | 70.      | kiesett       | kiesett       | kiesett       | kiesett  | kiesett  | kiesett  | kiesett | kiesett  |
| Édson Ribeiro                                                                            | 100 m           | 10,39    | 5.       | 37.***** | kiesett       | kiesett       | kiesett       | kiesett  | kiesett  | kiesett  | kiesett | kiesett  |
| Édson Ribeiro                                                                            | 200 m           | 20,69    | 2.       | 22.***   | 20,60         | 5.            | 19.           | kiesett  | kiesett  | kiesett  | kiesett | kiesett  |
| Robson da Silva                                                                          | 200 m           | 20,61    | 2.       | 16.      | 20,65         | 4.            | 24.*          | kiesett  | kiesett  | kiesett  | kiesett | kiesett  |
| Claudinei da Silva                                                                       | 200 m           | 20,80    | 3.       | 35.      | nem ért célba | nem ért célba | nem ért célba | kiesett  | kiesett  | kiesett  | kiesett | kiesett  |
| Sanderlei Parrela                                                                        | 400 m           | 45,60    | 2.       | 12.      | 45,72         | 7.            | 23.**         | kiesett  | kiesett  | kiesett  | kiesett | kiesett  |
| Valdinei da Silva                                                                        | 400 m           | 46,61    | 5.       | 39.      | kiesett       | kiesett       | kiesett       | kiesett  | kiesett  | kiesett  | kiesett | kiesett  |
| Osmar dos Santos                                                                         | 400 m           | 46,16    | 5.       | 32.      | kiesett       | kiesett       | kiesett       | kiesett  | kiesett  | kiesett  | kiesett | kiesett  |
| José Luíz Barbosa                                                                        | 800 m           | 1:46,58  | 3.       | 16.      |               |               |               | 1:50,33  | 8.       | 23.      | kiesett | kiesett  |
| Flávio Godoy                                                                             | 800 m           | 1:48,91  | 6.       | 45.      |               |               |               | kiesett  | kiesett  | kiesett  | kiesett | kiesett  |
| Edgar de Oliveira                                                                        | 1500 m          | 3:40,70  | 7.       | 25.      |               |               |               | kiesett  | kiesett  | kiesett  | kiesett | kiesett  |
| Joaquim Cruz                                                                             | 1500 m          | 3:45,32  | 8.       | 42.      |               |               |               | kiesett  | kiesett  | kiesett  | kiesett | kiesett  |
| Adalberto Garcia                                                                         | 5000 m          | 14:28,64 | 12.      | 32.      |               |               |               | kiesett  | kiesett  | kiesett  | kiesett | kiesett  |
| Ronaldo da Costa                                                                         | 10 000 m        | 29:26,58 | 16.      | 36.      |               |               |               |          |          |          | kiesett | kiesett  |
| Luiz dos Santos                                                                          | Maraton         |          |          |          |               |               |               |          |          |          | 2:15:55 | 10.      |
| Vanderlei de Lima                                                                        | Maraton         |          |          |          |               |               |               |          |          |          | 2:21:01 | 47.      |
| Diamantino dos Santos                                                                    | Maraton         |          |          |          |               |               |               |          |          |          | 2:26:53 | 73.      |
| Pedro Chiamulera                                                                         | 110 m gát       | 13,70    | 4.       | 23.*     | 13,77         | 6.            | 27.           | kiesett  | kiesett  | kiesett  | kiesett | kiesett  |
| Walmes de Souza                                                                          | 110 m gát       | 13,82    | 3.       | 36.      | 14,12         | 7.            | 29.           | kiesett  | kiesett  | kiesett  | kiesett | kiesett  |
| Emerson Perín                                                                            | 110 m gát       | 13,76    | 5.       | 31.*     | kiesett       | kiesett       | kiesett       | kiesett  | kiesett  | kiesett  | kiesett | kiesett  |
| Éverson Teixeira                                                                         | 400 m gát       | 48,52    | 2.       | 3.*      |               |               |               | 48,28    | 2.       | 4.**     | 48,57   | 7.       |
| Eronilde de Araújo                                                                       | 400 m gát       | 48,52    | 1.       | 3.*      |               |               |               | 48,45    | 4.       | 9.       | 48,78   | 8.       |
| Cléverson da Silva                                                                       | 400 m gát       | 51,23    | 6.       | 48.      |               |               |               | kiesett  | kiesett  | kiesett  | kiesett | kiesett  |
| Clodoaldo do Carmo                                                                       | 3000 m akadály  | 8:51,78  | 12.      | 34.      |               |               |               | kiesett  | kiesett  | kiesett  | kiesett | kiesett  |
| Arnaldo da Silva Robson da Silva Édson Ribeiro André da Silva                            | 4 × 100 m váltó | 38,97    | 2.       | 6.       |               |               |               | 38,42    | 2.       | 3.       | 38,41   |          |
| Sanderlei Parrela Valdinei da Silva Éverson Teixeira Eronilde de Araújo Osmar dos Santos | 4 × 400 m váltó | 3:02,51  | 3.       | 4.       |               |               |               | 3:03,46  | 6.       | 11.      | kiesett | kiesett  |
| Sérgio Galdino                                                                           | 20 km gyaloglás |          |          |          |               |               |               |          |          |          | 1:25:14 | 26.      |
| Cláudio Bertolino                                                                        | 20 km gyaloglás |          |          |          |               |               |               |          |          |          | 1:31:04 | 49.      |

| Versenyző              | Versenyszám | Selejtező | Selejtező | Döntő    | Döntő    |
| Versenyző              | Versenyszám | Eredmény  | Helyezés  | Eredmény | Helyezés |
| ---------------------- | ----------- | --------- | --------- | -------- | -------- |
| Nélson Ferreira Júnior | Távolugrás  | 776 cm    | 27.*      | kiesett  | kiesett  |
| Douglas de Souza       | Távolugrás  | 761 cm    | 33.*      | kiesett  | kiesett  |
| Márcio da Cruz         | Távolugrás  | 712 cm    | 42.       | kiesett  | kiesett  |
| Anísio Silva           | Hármasugrás | 16,67 m   | 17.*      | kiesett  | kiesett  |
| Messias José Baptista  | Hármasugrás | 16,45 m   | 22.       | kiesett  | kiesett  |

Női
| Versenyző                 | Versenyszám | Előfutam | Előfutam | Előfutam | Negyeddöntő | Negyeddöntő | Negyeddöntő | Elődöntő | Elődöntő | Elődöntő | Döntő         | Döntő         |
| Versenyző                 | Versenyszám | Idő      | Hely.    | Össz.    | Idő         | Hely.       | Össz.       | Idő      | Hely.    | Össz.    | Idő           | Helyezés      |
| ------------------------- | ----------- | -------- | -------- | -------- | ----------- | ----------- | ----------- | -------- | -------- | -------- | ------------- | ------------- |
| Cleide Amaral             | 100 m       | 11,76    | 6.       | 41.*     | kiesett     | kiesett     | kiesett     | kiesett  | kiesett  | kiesett  | kiesett       | kiesett       |
| Maria Magnólia Figueiredo | 400 m       | 52,41    | 4.       | 24.      | 51,98       | 5.          | 22.         | kiesett  | kiesett  | kiesett  | kiesett       | kiesett       |
| Luciana Mendes            | 800 m       | 2:00,25  | 3.       | 16.      |             |             |             | kiesett  | kiesett  | kiesett  | kiesett       | kiesett       |
| Roseli Machado            | 5000 m      | 15:41,63 | 9.       | 22.      |             |             |             |          |          |          | kiesett       | kiesett       |
| Márcia Narloch            | Maraton     |          |          |          |             |             |             |          |          |          | 2:39:33       | 39.           |
| Solange de Souza          | Maraton     |          |          |          |             |             |             |          |          |          | 2:56:23       | 60.           |
| Carmen de Oliveira        | Maraton     |          |          |          |             |             |             |          |          |          | nem ért célba | nem ért célba |

| Versenyző          | Versenyszám | Selejtező | Selejtező | Döntő    | Döntő    |
| Versenyző          | Versenyszám | Eredmény  | Helyezés  | Eredmény | Helyezés |
| ------------------ | ----------- | --------- | --------- | -------- | -------- |
| Maria de Souza     | Hármasugrás | 13,38 m   | 21.       | kiesett  | kiesett  |
| Elisângela Adriano | Súlylökés   | 16,49 m   | 21.       | kiesett  | kiesett  |

* - egy másik versenyzővel azonos eredményt ért el

** - két másik versenyzővel azonos eredményt ért el

*** - három másik versenyzővel azonos eredményt ért el

***** - öt másik versenyzővel azonos eredményt ért el

## Cselgáncs
Férfi
| Versenyző          | Versenyszám  | Selejtező         | 32-es főtábla                    | Nyolcaddöntő                          | Negyeddöntő                 | Elődöntő                                | Vigaszág első kör             | Vigaszág negyeddöntő        | Vigaszág elődöntő             | Bronz- mérkőzés          | Döntő             | Helyezés |
| Versenyző          | Versenyszám  | Ellenfél Eredmény | Ellenfél Eredmény                | Ellenfél Eredmény                     | Ellenfél Eredmény           | Ellenfél Eredmény                       | Ellenfél Eredmény             | Ellenfél Eredmény           | Ellenfél Eredmény             | Ellenfél Eredmény        | Ellenfél Eredmény | Helyezés |
| ------------------ | ------------ | ----------------- | -------------------------------- | ------------------------------------- | --------------------------- | --------------------------------------- | ----------------------------- | --------------------------- | ----------------------------- | ------------------------ | ----------------- | -------- |
| Alexandre García   | Légsúly      | erőnyerő          | Alisher Mukhtarov (UZB) · V      | kiesett                               | kiesett                     | kiesett                                 |                               |                             |                               |                          |                   | 21.      |
| Henrique Guimarães | Harmatsúly   | erőnyerő          | Larbi Ben Boudaoud (FRA) · GY    | I Szonghun (Lee Seong-Hun) (KOR) · GY | Csák József (HUN) · V       |                                         |                               | Duncan MacKinnon (RSA) · GY | Ivan Netov (BUL) · GY         | Philip Laats (BEL) · GY  |                   |          |
| Sebastian Pereira  | Könnyűsúly   | erőnyerő          | Christophe Gagliano (FRA) · GY   | Salim Abanoz (TUR) · GY               | Steve Corkin (NZL) · GY     | Kvak Teszong (Gwak Dae-Seong) (KOR) · V |                               |                             |                               | Jimmy Pedro (USA) · V    |                   | 5.       |
| Flávio Canto       | Váltósúly    | erőnyerő          | Adler Volmar (HAI) · GY          | Thierry Vatrican (MON) · GY           | Koga Tosihiko (JPN) · V     |                                         |                               | Lo Yu-Wei (TPE) · GY        | Soso Lip'art'eliani (GEO) · V | kiesett                  |                   | 7.       |
| Edelmar Zanol      | Középsúly    | erőnyerő          | Giorgi Ts'mindashvili (GEO) · GY | Marko Spittka (GER) · V               |                             |                                         | Szergej Alimzsanov (KAZ) · GY | Nicolas Gill (CAN) · V      | kiesett                       | kiesett                  |                   | 9.       |
| Aurélio Miguel     | Félnehézsúly | erőnyerő          | Alejandro Bender (ARG) · GY      | Szergej Sakimov (KAZ) · GY            | Antonio Felicité (MRI) · GY | Paweł Nastula (POL) · V                 |                               |                             |                               | Ben Sonnemans (NED) · GY |                   |          |
| Frederico Flexa    | Nehézsúly    | erőnyerő          | Pitak Kampita (THA) · GY         | Szergej Koszorotov (RUS) · V          | kiesett                     | kiesett                                 |                               |                             |                               |                          |                   | 17.      |

Női
| Versenyző            | Versenyszám | Selejtező                           | Nyolcaddöntő           | Negyeddöntő                    | Elődöntő          | Vigaszág első kör     | Vigaszág negyeddöntő   | Vigaszág elődöntő      | Bronz- mérkőzés   | Döntő             | Helyezés |
| Versenyző            | Versenyszám | Ellenfél Eredmény                   | Ellenfél Eredmény      | Ellenfél Eredmény              | Ellenfél Eredmény | Ellenfél Eredmény     | Ellenfél Eredmény      | Ellenfél Eredmény      | Ellenfél Eredmény | Ellenfél Eredmény | Helyezés |
| -------------------- | ----------- | ----------------------------------- | ---------------------- | ------------------------------ | ----------------- | --------------------- | ---------------------- | ---------------------- | ----------------- | ----------------- | -------- |
| Andrea Rodrigues     | Légsúly     | Giovanna Tortora (ITA) · V          | kiesett                | kiesett                        | kiesett           |                       |                        |                        |                   |                   | 19.      |
| Danielle Zangrando   | Könnyűsúly  | erőnyerő                            | Pekli Mária (HUN) · V  | kiesett                        | kiesett           |                       |                        |                        |                   |                   | 16.      |
| Cristiane Parmigiano | Váltósúly   | İlknur Kobaş (TUR) · V              | kiesett                | kiesett                        | kiesett           |                       |                        |                        |                   |                   | 20.      |
| Rosicléia Campos     | Középsúly   | Cso Minszon (Jo Min-Seon) (KOR) · V |                        |                                |                   | Wang Xianbo (CHN) · V | kiesett                | kiesett                | kiesett           |                   | 13.      |
| Edinanci da Silva    | Nehézsúly   | erőnyerő                            | Anno Noriko (JPN) · GY | Szvetlana Gundarenko (RUS) · V |                   | erőnyerő              | Gránitz Éva (HUN) · GY | Johanna Hagn (GER) · V | kiesett           |                   | 7.       |

## Evezés
Férfi
| Versenyző                                                                  | Versenyszám   | Előfutam | Előfutam | 1. vigaszág | 1. vigaszág | 2. vigaszág | 2. vigaszág | Elődöntő | Elődöntő | Elődöntő | Döntő   | Döntő   | Döntő   | Helyezés |
| Versenyző                                                                  | Versenyszám   | Idő      | Hely.    | Idő         | Hely.       | Idő         | Hely.       | Típus    | Idő      | Hely.    | Típus   | Idő     | Hely.   | Helyezés |
| -------------------------------------------------------------------------- | ------------- | -------- | -------- | ----------- | ----------- | ----------- | ----------- | -------- | -------- | -------- | ------- | ------- | ------- | -------- |
| Marcelus dos Santos Dirceu Marinho                                         | Kétpárevezős  | 6:49,92  | 3.       | 6:56,93     | 3.          | 6:52,73     | 2.          |          |          |          | C       | 6:47,12 | 3.      | 15.      |
| André Costa Giovanni Valentina Oswaldo Kuster Neto Alexander Altair Soares | Négypárevezős | 6:36,60  | 5.       | 6:12,86     | 5.          |             |             | kiesett  | kiesett  | kiesett  | kiesett | kiesett | kiesett | 14.      |

## Kajak-kenu

### Síkvízi
Férfi
| Versenyző          | Versenyszám        | Előfutam | Előfutam | Előfutam | Vigaszág | Vigaszág | Vigaszág | Elődöntő | Elődöntő | Elődöntő | Döntő    | Döntő    |
| Versenyző          | Versenyszám        | Idő      | Hely.    | Össz.    | Idő      | Hely.    | Össz.    | Idő      | Hely.    | Össz.    | Idő      | Helyezés |
| ------------------ | ------------------ | -------- | -------- | -------- | -------- | -------- | -------- | -------- | -------- | -------- | -------- | -------- |
| Sebastián Cuattrin | Kajak egyes 500 m  | 1:44,328 | 5.       | 15.      | 1:44,204 | 4.       | 9.       | 1:43,045 | 9.       | 18.      | kiesett  | kiesett  |
| Sebastián Cuattrin | Kajak egyes 1000 m | 3:49,308 | 5.       | 9.       | 4:02,527 | 1.       | 2.       | 3:44,443 | 5.       | 7.       | 3:34,669 | 8.       |

### Szlalom
| Versenyző        | Versenyszám       | Döntő    | Döntő    | Döntő    | Döntő    | Döntő         | Döntő         |
| Versenyző        | Versenyszám       | 1. futam | 1. futam | 2. futam | 2. futam | Jobb eredmény | Jobb eredmény |
| Versenyző        | Versenyszám       | Pont     | Hely.    | Pont     | Hely.    | Pont          | Helyezés      |
| ---------------- | ----------------- | -------- | -------- | -------- | -------- | ------------- | ------------- |
| Gustavo Selbach  | Férfi kajak egyes | 168,33   | 28.      | 162,48   | 23.      | 162,48        | 32.           |
| Leonardo Selbach | Férfi kenu egyes  | 216,51   | 24.      | 184,54   | 19.      | 184,54        | 23.           |

## Kerékpározás

### Hegyi-kerékpározás
| Versenyző      | Versenyszám        | Idő                | Helyezés |
| -------------- | ------------------ | ------------------ | -------- |
| Márcio Ravelli | Férfi terepverseny | 2:45:16 (+0:27:38) | 27.      |
| Ivanir Lopes   | Férfi terepverseny | 2:53:29 (+0:35:51) | 35.      |

### Országúti kerékpározás
Férfi
| Versenyző               | Versenyszám   | Idő                | Helyezés      |
| ----------------------- | ------------- | ------------------ | ------------- |
| Mauro Ribeiro           | Mezőnyverseny | 4:56:51 (+2:55)    | 91.           |
| Jamil Suaiden           | Mezőnyverseny | nem ért célba      | nem ért célba |
| Márcio May              | Mezőnyverseny | nem ért célba      | nem ért célba |
| Daniel Rogelin          | Mezőnyverseny | nem ért célba      | nem ért célba |
| Hernandes Quadri Júnior | Mezőnyverseny | nem ért célba      | nem ért célba |
| Hernandes Quadri Júnior | Időfutam      | 1:14:12 (+0:10:07) | 35.           |
| Valdir Lermen           | Időfutam      | 1:14:48 (+0:10:43) | 36.           |

## Kézilabda

### Férfi
| Brazil férfi kézilabdacsapat-játékoskeret                                                                        | Brazil férfi kézilabdacsapat-játékoskeret                                                                  |
| --- | --- |
| - Cachorrão - Testão - Petrolina - Marquinho - José Nascimento - Fausto Steinwandter - Paulo Moratore - Miltinho | - Daniel Pinheiro - Agberto - Xexa - Winglitton Rocha Barros - Macarrão - Rodrigo Hoffelder - Jabá - Menta |

#### Eredmények
Csoportkör
B csoport
| Csapat              | M | Gy | D | V | G+  | G–  | Gk  | P |
| ------------------- | - | -- | - | - | --- | --- | --- | - |
| Franciaország (FRA) | 5 | 4  | 0 | 1 | 145 | 114 | +31 | 8 |
| Spanyolország (ESP) | 5 | 4  | 0 | 1 | 114 | 97  | +17 | 8 |
| Egyiptom (EGY)      | 5 | 3  | 0 | 2 | 113 | 103 | +10 | 6 |
| Németország (GER)   | 5 | 3  | 0 | 2 | 121 | 112 | +9  | 6 |
| Algéria (ALG)       | 5 | 0  | 1 | 4 | 95  | 117 | –22 | 1 |
| Brazília (BRA)      | 5 | 0  | 1 | 4 | 100 | 145 | –45 | 1 |

| 1996. július 24. 20:45 | Németország (GER) | 30–20  | Brazília (BRA) | Játékvezetők: Bruce Boehne, Thomas Bojsen (USA) |
| 1996. július 24. 20:45 | Löhr 7            | (13–7) | Barros 4       | Játékvezetők: Bruce Boehne, Thomas Bojsen (USA) |
| 1996. július 24. 20:45 |                   |        |                | Játékvezetők: Bruce Boehne, Thomas Bojsen (USA) |

| 1996. július 25. 19:00 | Brazília (BRA) | 20–31   | Egyiptom (EGY) | Játékvezetők: Mohammad al Houli, Khalaf Alenezi (KUW) |
| 1996. július 25. 19:00 | Barros 5       | (10–15) | Abdel Waress 6 | Játékvezetők: Mohammad al Houli, Khalaf Alenezi (KUW) |
| 1996. július 25. 19:00 |                |         |                | Játékvezetők: Mohammad al Houli, Khalaf Alenezi (KUW) |

| 1996. július 27. 20:45 | Franciaország (FRA) | 37–23   | Brazília (BRA) | Játékvezetők: Michel Moelle Mabounda, Daniel Mvoula (CGO) |
| 1996. július 27. 20:45 | Volle 14            | (16–10) | Miltinho 7     | Játékvezetők: Michel Moelle Mabounda, Daniel Mvoula (CGO) |
| 1996. július 27. 20:45 |                     |         |                | Játékvezetők: Michel Moelle Mabounda, Daniel Mvoula (CGO) |

| 1996. július 29. 19:00 | Brazília (BRA) | 17–27   | Spanyolország (ESP) | Játékvezetők: Bruce Boehne, Thomas Bojsen (USA) |
| 1996. július 29. 19:00 | Hoffelder 7    | (10–12) | Urdangarín 6        | Játékvezetők: Bruce Boehne, Thomas Bojsen (USA) |
| 1996. július 29. 19:00 |                |         |                     | Játékvezetők: Bruce Boehne, Thomas Bojsen (USA) |

| 1996. július 31. 19:00 | Algéria (ALG)           | 20–20  | Brazília (BRA) | Játékvezetők: Michel Moelle Mabounda, Daniel Mvoula (CGO) |
| 1996. július 31. 19:00 | Loukil, Nedjel-Hammou 5 | (9–11) | Pinheiro 5     | Játékvezetők: Michel Moelle Mabounda, Daniel Mvoula (CGO) |
| 1996. július 31. 19:00 |                         |        |                | Játékvezetők: Michel Moelle Mabounda, Daniel Mvoula (CGO) |

A 11. helyért
| 1996. augusztus 2. 10:00 | Kuvait (KUW)            | 25–31   | Brazília (BRA) | Játékvezetők: Bruce Boehne, Thomas Bojsen (USA) |
| 1996. augusztus 2. 10:00 | el-Harbi, Sáh ez-Záda 5 | (13–16) | Nascimento 7   | Játékvezetők: Bruce Boehne, Thomas Bojsen (USA) |
| 1996. augusztus 2. 10:00 |                         |         |                | Játékvezetők: Bruce Boehne, Thomas Bojsen (USA) |

| Csapat         | Helyezés |
| -------------- | -------- |
| Brazília (BRA) | 11.      |

## Kosárlabda

### Férfi
| Brazil férfi kosárlabdacsapat-játékoskeret                                               | Brazil férfi kosárlabdacsapat-játékoskeret                                                                         |
| ---------------------------------------------------------------------------------------- | --- |
| - Ratto - Tonico - Josuel dos Santos - Caio Eduardo de Mello - Caio da Silveira - Olívia | - Demétrius Conrado Ferraciú - José João Vianna - Joélcio Joerke - Oscar Schmidt - Rogério Klafke - Wilson Minucci |

#### Eredmények
Csoportkör
B csoport
| Csapat            | M | Gy | V | P+  | P–  | Pk   | P  |
| ----------------- | - | -- | - | --- | --- | ---- | -- |
| Jugoszlávia (SCG) | 5 | 5  | 0 | 478 | 364 | +114 | 10 |
| Ausztrália (AUS)  | 5 | 4  | 1 | 492 | 438 | +54  | 9  |
| Görögország (GRE) | 5 | 3  | 2 | 402 | 416 | –14  | 8  |
| Brazília (BRA)    | 5 | 2  | 3 | 498 | 494 | +4   | 7  |
| Puerto Rico (PUR) | 5 | 1  | 4 | 447 | 465 | –18  | 6  |
| Dél-Korea (KOR)   | 5 | 0  | 5 | 422 | 562 | –140 | 5  |

| 1996. július 20. | Puerto Rico (PUR)   | 98–101    | Brazília (BRA) | Atlanta Játékvezetők: Pascal Noel Dorizon (FRA), Romualdas Brazauskas (LTU) |
| 1996. július 20. | (54–58) Jegyzőkönyv |           |                | Atlanta Játékvezetők: Pascal Noel Dorizon (FRA), Romualdas Brazauskas (LTU) |
| 1996. július 20. | Ortíz 35            | Pont      | Schmidt 45     | Atlanta Játékvezetők: Pascal Noel Dorizon (FRA), Romualdas Brazauskas (LTU) |
| 1996. július 20. | Ortíz 11            | Lepattanó | Vianna 8       | Atlanta Játékvezetők: Pascal Noel Dorizon (FRA), Romualdas Brazauskas (LTU) |
| 1996. július 20. | Mincy 7             | Gólpassz  | Ratto 10       | Atlanta Játékvezetők: Pascal Noel Dorizon (FRA), Romualdas Brazauskas (LTU) |

| 1996. július 22. | Brazília (BRA)      | 87–89     | Görögország (GRE) | Atlanta Játékvezetők: Joseph Derosa (USA), Miguel Betancor Leon (ESP) |
| 1996. július 22. | (54–54) Jegyzőkönyv |           |                   | Atlanta Játékvezetők: Joseph Derosa (USA), Miguel Betancor Leon (ESP) |
| 1996. július 22. | Schmidt 32          | Pont      | Ikonómu 36        | Atlanta Játékvezetők: Joseph Derosa (USA), Miguel Betancor Leon (ESP) |
| 1996. július 22. | dos Santos 10       | Lepattanó | Faszúlasz 6       | Atlanta Játékvezetők: Joseph Derosa (USA), Miguel Betancor Leon (ESP) |
| 1996. július 22. | Minucci 6           | Gólpassz  | Bakaciász 5       | Atlanta Játékvezetők: Joseph Derosa (USA), Miguel Betancor Leon (ESP) |

| 1996. július 24. | Ausztrália (AUS)                  | 109–101 (h. u.) | Brazília (BRA) | Atlanta Játékvezetők: Donald Cline (CAN), Carl Jungebrand (FIN) |
| 1996. július 24. | (41–46, 82–82, 92–92) Jegyzőkönyv |                 |                | Atlanta Játékvezetők: Donald Cline (CAN), Carl Jungebrand (FIN) |
| 1996. július 24. | Heal 35                           | Pont            | Schmidt 24     | Atlanta Játékvezetők: Donald Cline (CAN), Carl Jungebrand (FIN) |
| 1996. július 24. | Bradtke 15                        | Lepattanó       | dos Santos 13  | Atlanta Játékvezetők: Donald Cline (CAN), Carl Jungebrand (FIN) |
| 1996. július 24. | Bradtke 4                         | Gólpassz        | Minucci 6      | Atlanta Játékvezetők: Donald Cline (CAN), Carl Jungebrand (FIN) |

| 1996. július 26. | Brazília (BRA)      | 82–101    | Jugoszlávia (SCG)  | Atlanta Játékvezetők: Gennaro Colucci (ITA), Raul Chaves Sagel (ARG) |
| 1996. július 26. | (31–55) Jegyzőkönyv |           |                    | Atlanta Játékvezetők: Gennaro Colucci (ITA), Raul Chaves Sagel (ARG) |
| 1996. július 26. | de Mello 19         | Pont      | Danilović 21       | Atlanta Játékvezetők: Gennaro Colucci (ITA), Raul Chaves Sagel (ARG) |
| 1996. július 26. | Joerke 6            | Lepattanó | Divac, Tomašević 6 | Atlanta Játékvezetők: Gennaro Colucci (ITA), Raul Chaves Sagel (ARG) |
| 1996. július 26. | Ratto, Klafke 4     | Gólpassz  | Obradović 6        | Atlanta Játékvezetők: Gennaro Colucci (ITA), Raul Chaves Sagel (ARG) |

| 1996. július 28. | Brazília (BRA)      | 127–97    | Dél-Korea (KOR)                | Atlanta Játékvezetők: Csu Csia-csung (Zhu Jiazhong) (CHN), Tomislav Jovancic (YUG) |
| 1996. július 28. | (66–49) Jegyzőkönyv |           |                                | Atlanta Játékvezetők: Csu Csia-csung (Zhu Jiazhong) (CHN), Tomislav Jovancic (YUG) |
| 1996. július 28. | Schmidt 25          | Pont      | Kang Donghi (Gang Dong-Hui) 24 | Atlanta Játékvezetők: Csu Csia-csung (Zhu Jiazhong) (CHN), Tomislav Jovancic (YUG) |
| 1996. július 28. | dos Santos 8        | Lepattanó | Kang Donghi (Gang Dong-Hui) 6  | Atlanta Játékvezetők: Csu Csia-csung (Zhu Jiazhong) (CHN), Tomislav Jovancic (YUG) |
| 1996. július 28. | Minucci 9           | Gólpassz  | Kang Donghi (Gang Dong-Hui) 7  | Atlanta Játékvezetők: Csu Csia-csung (Zhu Jiazhong) (CHN), Tomislav Jovancic (YUG) |

Negyeddöntő
| 1996. július 30. 22:00 | Egyesült Államok (USA) | 98–75     | Brazília (BRA) | Atlanta Játékvezetők: Pascal Noel Dorizon (FRA), Jose Lapaix Guance (DOM) |
| 1996. július 30. 22:00 | (52–36) Jegyzőkönyv    |           |                | Atlanta Játékvezetők: Pascal Noel Dorizon (FRA), Jose Lapaix Guance (DOM) |
| 1996. július 30. 22:00 | Hardaway 14            | Pont      | Schmidt 26     | Atlanta Játékvezetők: Pascal Noel Dorizon (FRA), Jose Lapaix Guance (DOM) |
| 1996. július 30. 22:00 | O’Neal 11              | Lepattanó | Joerke 10      | Atlanta Játékvezetők: Pascal Noel Dorizon (FRA), Jose Lapaix Guance (DOM) |
| 1996. július 30. 22:00 | Payton 7               | Gólpassz  | Minucci 5      | Atlanta Játékvezetők: Pascal Noel Dorizon (FRA), Jose Lapaix Guance (DOM) |

Az 5–8. helyért
| 1996. augusztus 1. 12:00 | Brazília (BRA)       | 80–74     | Horvátország (CRO) | Atlanta Játékvezetők: Romualdas Brazauskas (LTU), Jose Reyes Ronfini (MEX) |
| 1996. augusztus 1. 12:00 | (39–27) Jegyzőkönyv  |           |                    | Atlanta Játékvezetők: Romualdas Brazauskas (LTU), Jose Reyes Ronfini (MEX) |
| 1996. augusztus 1. 12:00 | Schmidt 32           | Pont      | Tabak 18           | Atlanta Játékvezetők: Romualdas Brazauskas (LTU), Jose Reyes Ronfini (MEX) |
| 1996. augusztus 1. 12:00 | dos Santos, Joerke 7 | Lepattanó | Tabak 8            | Atlanta Játékvezetők: Romualdas Brazauskas (LTU), Jose Reyes Ronfini (MEX) |
| 1996. augusztus 1. 12:00 | Ratto 7              | Gólpassz  | Kukoč 5            | Atlanta Játékvezetők: Romualdas Brazauskas (LTU), Jose Reyes Ronfini (MEX) |

Az 5. helyért
| 1996. augusztus 2. 22:00 | Görögország (GRE)        | 91–72     | Brazília (BRA) | Atlanta Játékvezetők: Roman Ryzhyk (UKR), Juan Figueroa (PUR) |
| 1996. augusztus 2. 22:00 | (49–45) Jegyzőkönyv      |           |                | Atlanta Játékvezetők: Roman Ryzhyk (UKR), Juan Figueroa (PUR) |
| 1996. augusztus 2. 22:00 | Szigálasz 35             | Pont      | Minucci 23     | Atlanta Játékvezetők: Roman Ryzhyk (UKR), Juan Figueroa (PUR) |
| 1996. augusztus 2. 22:00 | Faszúlasz, Hrisztodúlu 7 | Lepattanó | Vianna 11      | Atlanta Játékvezetők: Roman Ryzhyk (UKR), Juan Figueroa (PUR) |
| 1996. augusztus 2. 22:00 | Patavúkasz 7             | Gólpassz  | Ratto 7        | Atlanta Játékvezetők: Roman Ryzhyk (UKR), Juan Figueroa (PUR) |

| Csapat         | Helyezés |
| -------------- | -------- |
| Brazília (BRA) | 6.       |

### Női
| Brazil női kosárlabdacsapat-játékoskeret                                                                                        | Brazil női kosárlabdacsapat-játékoskeret                                                                                   |
| --- | --- |
| - Hortência Marcari Oliva - Maria Angelica - Adriana Aparecida Santos - Leila Sobral - Maria Gonçalves da Silva - Janeth Arcain | - Roseli Gustavo - Marta de Souza Sobral - Silvinha - Alessandra Santos de Oliveira - Cintia Santos - Claudia Maria Pastor |

#### Eredmények
Csoportkör
A csoport
| Csapat            | M | Gy | V | P+  | P–  | Pk  | P  |
| ----------------- | - | -- | - | --- | --- | --- | -- |
| Brazília (BRA)    | 5 | 5  | 0 | 424 | 360 | +64 | 10 |
| Oroszország (RUS) | 5 | 4  | 1 | 378 | 342 | +36 | 9  |
| Olaszország (ITA) | 5 | 3  | 2 | 330 | 309 | +21 | 8  |
| Japán (JPN)       | 5 | 2  | 3 | 365 | 396 | –31 | 7  |
| Kína (CHN)        | 5 | 1  | 4 | 347 | 378 | –31 | 6  |
| Kanada (CAN)      | 5 | 0  | 5 | 293 | 352 | –59 | 5  |

| 1996. július 21. | Brazília (BRA)                 | 69–56     | Kanada (CAN) | Atlanta Játékvezetők: Robert Barnett (AUS), Tomislav Jovancic (YUG) |
| 1996. július 21. | (38–27) Jegyzőkönyv            |           |              | Atlanta Játékvezetők: Robert Barnett (AUS), Tomislav Jovancic (YUG) |
| 1996. július 21. | da Silva, dos Santos Arcain 17 | Pont      | Blackwell 11 | Atlanta Játékvezetők: Robert Barnett (AUS), Tomislav Jovancic (YUG) |
| 1996. július 21. | dos Santos Arcain 8            | Lepattanó | Smith 7      | Atlanta Játékvezetők: Robert Barnett (AUS), Tomislav Jovancic (YUG) |
| 1996. július 21. | dos Santos Arcain 4            | Gólpassz  | Evans 4      | Atlanta Játékvezetők: Robert Barnett (AUS), Tomislav Jovancic (YUG) |

| 1996. július 23. | Oroszország (RUS)   | 68–82     | Brazília (BRA)    | Atlanta Játékvezetők: Juan Figueroa (PUR), Stylianos Koukoulekidis (GRE) |
| 1996. július 23. | (36–41) Jegyzőkönyv |           |                   | Atlanta Játékvezetők: Juan Figueroa (PUR), Stylianos Koukoulekidis (GRE) |
| 1996. július 23. | Rutkovszkaja 18     | Pont      | Oliva 20          | Atlanta Játékvezetők: Juan Figueroa (PUR), Stylianos Koukoulekidis (GRE) |
| 1996. július 23. | Baranova 9          | Lepattanó | de Souza Sobral 9 | Atlanta Játékvezetők: Juan Figueroa (PUR), Stylianos Koukoulekidis (GRE) |
| 1996. július 23. | Antipova 3          | Gólpassz  | három játékos 4   | Atlanta Játékvezetők: Juan Figueroa (PUR), Stylianos Koukoulekidis (GRE) |

| 1996. július 25. | Brazília (BRA)      | 100–80    | Japán (JPN)        | Atlanta Játékvezetők: Michael Butler (AUS), Miguel Betancor Leon (ESP) |
| 1996. július 25. | (57–46) Jegyzőkönyv |           |                    | Atlanta Játékvezetők: Michael Butler (AUS), Miguel Betancor Leon (ESP) |
| 1996. július 25. | da Silva 25         | Pont      | Icsidzsó 16        | Atlanta Játékvezetők: Michael Butler (AUS), Miguel Betancor Leon (ESP) |
| 1996. július 25. | de Souza Sobral 14  | Lepattanó | Murakami, Nagata 5 | Atlanta Játékvezetők: Michael Butler (AUS), Miguel Betancor Leon (ESP) |
| 1996. július 25. | da Silva 10         | Gólpassz  | Murakami 4         | Atlanta Játékvezetők: Michael Butler (AUS), Miguel Betancor Leon (ESP) |

| 1996. július 27. | Kína (CHN)                                           | 83–98     | Brazília (BRA)       | Atlanta Játékvezetők: Joseph Derosa (USA), Roman Ryzhyk (UKR) |
| 1996. július 27. | (38–51) Jegyzőkönyv                                  |           |                      | Atlanta Játékvezetők: Joseph Derosa (USA), Roman Ryzhyk (UKR) |
| 1996. július 27. | Ho Csün (He Jun) 22                                  | Pont      | dos Santos Arcain 26 | Atlanta Játékvezetők: Joseph Derosa (USA), Roman Ryzhyk (UKR) |
| 1996. július 27. | Liang Hszin (Liang Xin) 5                            | Lepattanó | három játékos 9      | Atlanta Játékvezetők: Joseph Derosa (USA), Roman Ryzhyk (UKR) |
| 1996. július 27. | Liu Csün (Liu Jun), Cseng Tung-mej (Zheng Dongmei) 6 | Gólpassz  | da Silva 8           | Atlanta Játékvezetők: Joseph Derosa (USA), Roman Ryzhyk (UKR) |

| 1996. július 29. | Olaszország (ITA)   | 73–75     | Brazília (BRA)       | Atlanta Játékvezetők: Sally Bell (USA), Romualdas Brazauskas (LTU) |
| 1996. július 29. | (37–38) Jegyzőkönyv |           |                      | Atlanta Játékvezetők: Sally Bell (USA), Romualdas Brazauskas (LTU) |
| 1996. július 29. | Bonfiglio 15        | Pont      | dos Santos Arcain 17 | Atlanta Játékvezetők: Sally Bell (USA), Romualdas Brazauskas (LTU) |
| 1996. július 29. | Pollini 5           | Lepattanó | de Souza Sobral 8    | Atlanta Játékvezetők: Sally Bell (USA), Romualdas Brazauskas (LTU) |
| 1996. július 29. | Pollini 4           | Gólpassz  | dos Santos Arcain 5  | Atlanta Játékvezetők: Sally Bell (USA), Romualdas Brazauskas (LTU) |

Negyeddöntő
| 1996. július 31. 22:00 | Brazília (BRA)                        | 101–69    | Kuba (CUB)     | Atlanta Játékvezetők: Tomislav Jovancic (YUG), Antonio Soares De Campos (ANG) |
| 1996. július 31. 22:00 | (50–33) Jegyzőkönyv                   |           |                | Atlanta Játékvezetők: Tomislav Jovancic (YUG), Antonio Soares De Campos (ANG) |
| 1996. július 31. 22:00 | da Silva, dos Santos Arcain 19        | Pont      | Martínez 25    | Atlanta Játékvezetők: Tomislav Jovancic (YUG), Antonio Soares De Campos (ANG) |
| 1996. július 31. 22:00 | dos Santos Arcain, de Souza Sobral 10 | Lepattanó | Martínez 9     | Atlanta Játékvezetők: Tomislav Jovancic (YUG), Antonio Soares De Campos (ANG) |
| 1996. július 31. 22:00 | dos Santos Arcain 6                   | Gólpassz  | négy játékos 2 | Atlanta Játékvezetők: Tomislav Jovancic (YUG), Antonio Soares De Campos (ANG) |

Elődöntő
| 1996. augusztus 2. 15:00 | Ukrajna (UKR)       | 60–81     | Brazília (BRA) | Atlanta Játékvezetők: Pascal Noel Dorizon (FRA), Jose Lapaix Guance (DOM) |
| 1996. augusztus 2. 15:00 | (36–48) Jegyzőkönyv |           |                | Atlanta Játékvezetők: Pascal Noel Dorizon (FRA), Jose Lapaix Guance (DOM) |
| 1996. augusztus 2. 15:00 | Zsirko 15           | Pont      | da Silva 24    | Atlanta Játékvezetők: Pascal Noel Dorizon (FRA), Jose Lapaix Guance (DOM) |
| 1996. augusztus 2. 15:00 | Szadovnyikova 6     | Lepattanó | de Oliveira 13 | Atlanta Játékvezetők: Pascal Noel Dorizon (FRA), Jose Lapaix Guance (DOM) |
| 1996. augusztus 2. 15:00 | Tkacsenko 5         | Gólpassz  | da Silva 6     | Atlanta Játékvezetők: Pascal Noel Dorizon (FRA), Jose Lapaix Guance (DOM) |

Döntő
| 1996. augusztus 4. 18:35 | Brazília (BRA)       | 87–111    | Egyesült Államok (USA) | Atlanta Játékvezetők: Wieslaw Zych (POL), Romualdas Brazauskas (LTU) |
| 1996. augusztus 4. 18:35 | (46–57) Jegyzőkönyv  |           |                        | Atlanta Játékvezetők: Wieslaw Zych (POL), Romualdas Brazauskas (LTU) |
| 1996. augusztus 4. 18:35 | dos Santos Arcain 24 | Pont      | Leslie 29              | Atlanta Játékvezetők: Wieslaw Zych (POL), Romualdas Brazauskas (LTU) |
| 1996. augusztus 4. 18:35 | de Oliveira 9        | Lepattanó | Leslie 6               | Atlanta Játékvezetők: Wieslaw Zych (POL), Romualdas Brazauskas (LTU) |
| 1996. augusztus 4. 18:35 | da Silva 10          | Gólpassz  | Edwards 10             | Atlanta Játékvezetők: Wieslaw Zych (POL), Romualdas Brazauskas (LTU) |

| Csapat         | Helyezés |
| -------------- | -------- |
| Brazília (BRA) |          |

## Labdarúgás

### Férfi
| Brazil férfi labdarúgócsapat-játékoskeret                                                                   | Brazil férfi labdarúgócsapat-játékoskeret                                                     |
| --- | --------------------------------------------------------------------------------------------- |
| - Dida - Zé María - Aldair - Ronaldo Guiaro - Flávio Conceição - Roberto Carlos - Bebeto - Amaral - Juninho | - Rivaldo - Sávio - Danrlei - Narciso - André Luiz - Zé Elias - Marcelinho - Luizão - Ronaldo |

#### Eredmények
Csoportkör
D csoport
| Csapat             | M | Gy | D | V | Rg | Kg | Gk | P |
| ------------------ | - | -- | - | - | -- | -- | -- | - |
| Brazília (BRA)     | 3 | 2  | 0 | 1 | 4  | 2  | +2 | 6 |
| Nigéria (NGR)      | 3 | 2  | 0 | 1 | 3  | 1  | +2 | 6 |
| Japán (JPN)        | 3 | 2  | 0 | 1 | 4  | 4  | 0  | 6 |
| Magyarország (HUN) | 3 | 0  | 0 | 3 | 3  | 7  | –4 | 0 |

| 1996. július 21. 18:30 |

| Japán (JPN) | 1–0               | Brazília (BRA) |
| ----------- | ----------------- | -------------- |
| Itó 72'     | (0–0) Jegyzőkönyv |                |

| Orange Bowl, Miami Nézőszám: 46 713 Játékvezető: Benito Archundia (mexikói) |

| 1996. július 23. 20:30 |

| Brazília (BRA)                     | 3–1               | Magyarország (HUN) |
| ---------------------------------- | ----------------- | ------------------ |
| Ronaldo 35' Juninho 61' Bebeto 84' | (1–0) Jegyzőkönyv | Madar 58'          |

| Orange Bowl, Miami Nézőszám: 34 871 Játékvezető: Gamál al-Gandúr (egyiptomi) |

| 1996. július 25. 21:00 |

| Brazília (BRA) | 1–0               | Nigéria (NGR) |
| -------------- | ----------------- | ------------- |
| Ronaldo 30'    | (1–0) Jegyzőkönyv |               |

| Orange Bowl, Miami Nézőszám: 55 650 Játékvezető: Esfandiar Baharmast (amerikai) |

Negyeddöntő
| 1996. július 28. 18:00 |

| Brazília (BRA)                               | 4–2               | Ghána (GHA)             |
| -------------------------------------------- | ----------------- | ----------------------- |
| Duodu 18' (öngól) Ronaldo 56' 62' Bebeto 72' | (1–1) Jegyzőkönyv | Akonnor 23' Aboagye 53' |

| Orange Bowl, Miami Nézőszám: 45 257 Játékvezető: Phirom Anpraszöt (thaiföldi) |

Elődöntő
| 1996. július 31. 18:00 |

| Nigéria (NGR)                                       | 4–3 (h. u.)            | Brazília (BRA)                     |
| --------------------------------------------------- | ---------------------- | ---------------------------------- |
| Roberto Carlos 20' (öngól) Ikpeba 78' Kanu 90', 94' | (1–3, 3–3) Jegyzőkönyv | Flavio Conceição 1' 38' Bebeto 28' |

| Sanford Stadium, Athens Nézőszám: 78 587 Játékvezető: José García Aranda (spanyol) |

Bronzmérkőzés
| 1996. augusztus 2. 18:00 |

| Brazília (BRA)                                     | 5–0               | Portugália (POR) |
| -------------------------------------------------- | ----------------- | ---------------- |
| Ronaldo 4' Flavio Conceição 10' Bebeto 46' 53' 74' | (2–0) Jegyzőkönyv |                  |

| Sanford Stadium, Athens Nézőszám: 68 173 Játékvezető: Gamál al-Gandúr (egyiptomi) |

| Csapat         | Helyezés |
| -------------- | -------- |
| Brazília (BRA) |          |

### Női
| Brazil női labdarúgócsapat-játékoskeret                                                      | Brazil női labdarúgócsapat-játékoskeret                                          |
| -------------------------------------------------------------------------------------------- | -------------------------------------------------------------------------------- |
| - Meg - Nenê - Suzy - Fanta - Márcia Taffarel - Elane - Pretinha - Formiga - Michael Jackson | - Sissi - Roseli - Didi - Marisa - Tânia Maranhão - Nilda - Sônia - Kátia Cilene |

#### Eredmények
Csoportkör
F csoport
| Csapat            | M | Gy | D | V | Rg | Kg | Gk | P |
| ----------------- | - | -- | - | - | -- | -- | -- | - |
| Norvégia (NOR)    | 3 | 2  | 1 | 0 | 9  | 4  | +5 | 7 |
| Brazília (BRA)    | 3 | 1  | 2 | 0 | 5  | 3  | +2 | 5 |
| Németország (GER) | 3 | 1  | 1 | 1 | 6  | 6  | 0  | 4 |
| Japán (JPN)       | 3 | 0  | 0 | 3 | 2  | 9  | –7 | 0 |

| 1996. július 21. 15:00 |

| Norvégia (NOR)          | 2–2               | Brazília (BRA)   |
| ----------------------- | ----------------- | ---------------- |
| Medalen 32' Aarønes 68' | (1–0) Jegyzőkönyv | Pretinha 57' 89' |

| RFK Stadium, Washington Nézőszám: 45 946 Játékvezető: José García Aranda (spanyol) |

| 1996. július 23. 16:30 |

| Brazília (BRA)         | 2–0               | Japán (JPN) |
| ---------------------- | ----------------- | ----------- |
| Kátia 68' Pretinha 78' | (0–0) Jegyzőkönyv |             |

| Legion Field, Birmingham Nézőszám: 26 111 Játékvezető: Ingrid Jonsson (svéd) |

| 1996. július 25. 18:30 |

| Brazília (BRA) | 1–1               | Németország (GER) |
| -------------- | ----------------- | ----------------- |
| Sissi 53'      | (0–1) Jegyzőkönyv | Wunderlich 4'     |

| Legion Field, Birmingham Nézőszám: 28 319 Játékvezető: Sonia Denoncourt (kanadai) |

Elődöntő
| 1996. július 28. 15:00 |

| Kína (CHN)                                                         | 3–2               | Brazília (BRA)          |
| ------------------------------------------------------------------ | ----------------- | ----------------------- |
| Szun Csing-mej (Sun Qingmei) 5' Vej Haj-jing (Wei Haiying) 83' 90' | (1–0) Jegyzőkönyv | Roseli 67' Pretinha 72' |

| Sanford Stadium, Athens Nézőszám: 64 196 Játékvezető: Ingrid Jonsson (svéd) |

Bronzmérkőzés
| 1996. augusztus 1. 18:00 |

| Brazília (BRA) | 0–2               | Norvégia (NOR)  |
| -------------- | ----------------- | --------------- |
|                | (0–2) Jegyzőkönyv | Aarønes 21' 25' |

| Sanford Stadium, Athens Nézőszám: 76 489 Játékvezető: Ingrid Jonsson (svéd) |

| Csapat         | Helyezés |
| -------------- | -------- |
| Brazília (BRA) | 4.       |

## Lovaglás
Díjugratás
| Versenyző                                                                      | Ló           | Versenyszám | Selejtező | Selejtező | Selejtező | Selejtező | Selejtező | Selejtező | Selejtező | Selejtező | Döntő   | Döntő   | Döntő  | Döntő  | Végeredmény | Végeredmény |
| Versenyző                                                                      | Ló           | Versenyszám | 1. kör    | 1. kör    | 2. kör    | 2. kör    | 2. kör    | 3. kör    | 3. kör    | 3. kör    | 1. kör  | 1. kör  | 2. kör | 2. kör | Végeredmény | Végeredmény |
| Versenyző                                                                      | Ló           | Versenyszám | Bünt.     | Hely.     | Bünt.     | Össz.     | Hely.     | Bünt.     | Össz.     | Hely.     | Bünt.   | Hely.   | Bünt.  | Hely.  | Bünt.       | Helyezés    |
| ------------------------------------------------------------------------------ | ------------ | ----------- | --------- | --------- | --------- | --------- | --------- | --------- | --------- | --------- | ------- | ------- | ------ | ------ | ----------- | ----------- |
| Álvaro de Miranda Neto                                                         | Aspen        | Egyéni      | 8,00      | 40.       | 0,25      | 8,25      | 16.       | 8,00      | 16,25     | 23.       | 4,00    | 8.**    |        |        | 4,00        | 8.**        |
| Rodrigo Pessoa                                                                 | Tomboy       | Egyéni      | 1,25      | 11.       | 0,00      | 1,25      | 4.        | 0,75      | 2,00      | 2.        | 4,25    | 9.      |        |        | 4,25        | 9.*         |
| André Johannpeter                                                              | Calei        | Egyéni      | 8,25      | 50.       | 4,25      | 12,50     | 31.       | 8,00      | 20,50     | 34.       | 12,00   | 18.     |        |        | 12,00       | 18.         |
| Luiz Felipe de Azevedo                                                         | Cassiana     | Egyéni      | 17,00     | 72.       | 8,00      | 25,00     | 59.       | 4,00      | 29,00     | 48.       | kiesett | kiesett |        |        | kiesett     | kiesett     |
| Rodrigo Pessoa Álvaro de Miranda Neto Luiz Felipe de Azevedo André Johannpeter | lásd fentebb | Csapat      |           |           |           |           |           |           |           |           | 4,50    | 2.      | 12,75  | 6.     | 17,25       |             |

Lovastusa
| Versenyző                                                     | Ló                                            | Versenyszám | Díjlovaglás | Díjlovaglás | Tereplovaglás | Tereplovaglás | Tereplovaglás | Díjugratás    | Díjugratás    | Végeredmény | Végeredmény |
| Versenyző                                                     | Ló                                            | Versenyszám | Bünt.       | Hely.       | Bünt.         | Össz.         | Hely.         | Bünt.         | Hely.         | Bünt.       | Helyezés    |
| ------------------------------------------------------------- | --------------------------------------------- | ----------- | ----------- | ----------- | ------------- | ------------- | ------------- | ------------- | ------------- | ----------- | ----------- |
| Artemus de Almeida                                            | Buryand                                       | Egyéni      | 51,60       | 15.         | kizárták      | kizárták      | kizárták      | kiesett       | kiesett       | kiesett     | kiesett     |
| Sergei Fofanoff Sidney de Souza Luciano Drubi André Giovanini | Kaiser Eden Avalaon da Mata Xilena Al do Beto | Csapat      | 208,60      | 16.         | nem ért célba | 1306,20       | 13.           | nem ért célba | nem ért célba | 2174,45     | 15.         |

* - egy másik csapattal azonos eredményt ért el

** - hat másik versenyzővel azonos eredményt ért el, szétugrásban a 7. helyen végzett, így 8. lett

## Ökölvívás
| Versenyző              | Versenyszám   | Selejtező                    | Nyolcaddöntő                     | Negyeddöntő                | Elődöntő          | Döntő             | Helyezés |
| Versenyző              | Versenyszám   | Ellenfél Eredmény            | Ellenfél Eredmény                | Ellenfél Eredmény          | Ellenfél Eredmény | Ellenfél Eredmény | Helyezés |
| ---------------------- | ------------- | ---------------------------- | -------------------------------- | -------------------------- | ----------------- | ----------------- | -------- |
| Rogério Dezorzi        | Pehelysúly    | Nemo Bahari (INA) · 12–3     | Lorenzo Aragón (CUB) · 6–16      | kiesett                    | kiesett           | kiesett           | 9.       |
| Agnaldo Magalhães      | Könnyűsúly    | Henry Kungsi (PNG) · 11–11   | Hoszin Szoltáni (ALG) · 1–11     | kiesett                    | kiesett           | kiesett           | 9.       |
| Zely dos Santos        | Kisváltósúly  | Francie Barrett (IRL) · 7–32 | kiesett                          | kiesett                    | kiesett           | kiesett           | 17.      |
| Jorge Silva            | Nagyváltósúly | Rival Cadeau (SEY) · 7–22    | kiesett                          | kiesett                    | kiesett           | kiesett           | 17.      |
| José Ricardo Rodrigues | Középsúly     | Bob Gasio (WSM) · 11–4       | Rhoshii Wells (USA) · 2–16       | kiesett                    | kiesett           | kiesett           | 9.       |
| Daniel Andrade Júnior  | Félnehézsúly  | Hadúr Adnán (SYR) · 9–4      | Jean-Louis Mandengue (FRA) · RSC | Thomas Ulrich (GER) · 7–14 | kiesett           | kiesett           | 7.       |

RSC - a mérkőzésvezető megállította a mérkőzést

## Röplabda

### Férfi
| Brazil férfi röplabdacsapat-játékoskeret                                                                                  | Brazil férfi röplabdacsapat-játékoskeret                                                                         |
| --- | --- |
| - Gilson Bernardo - Nalbert Bitencourt - Giovane Gávio - Antonio Carlos Gouveia - Mauricio Lima - Fabio "Pinha" Marcelino | - Marcelo Negrão - Cassio Leandro Pereira - Max Pereira - Alexandre Samuel - Carlos Schwanke - Paulo André Silva |

#### Eredmények
Csoportkör
A csoport
|                        |      | Mérkőzések | Mérkőzések | Szettek | Szettek | Szettek | Pontok | Pontok | Pontok |
| Csapat                 | Pont | Gy         | V          | Sz+     | Sz–     | SzA     | P+     | P–     | PA     |
| ---------------------- | ---- | ---------- | ---------- | ------- | ------- | ------- | ------ | ------ | ------ |
| Kuba (CUB)             | 9    | 4          | 1          | 12      | 5       | 2,400   | 233    | 191    | 1,220  |
| Brazília (BRA)         | 8    | 3          | 2          | 10      | 6       | 1,667   | 210    | 187    | 1,123  |
| Bulgária (BUL)         | 8    | 3          | 2          | 10      | 8       | 1,250   | 225    | 212    | 1,061  |
| Argentína (ARG)        | 8    | 3          | 2          | 9       | 9       | 1,000   | 222    | 225    | 0,987  |
| Egyesült Államok (USA) | 7    | 2          | 3          | 10      | 9       | 1,111   | 241    | 233    | 1,034  |
| Lengyelország (POL)    | 5    | 0          | 5          | 1       | 15      | 0,067   | 151    | 234    | 0,645  |

| 1996. július 21. 19:30 | Brazília (BRA)            | 1–3 | Argentína (ARG) | Atlanta Játékvezető: Jarmo Salonen (FIN), Peter Henry (CAN) |
| 1996. július 21. 19:30 | (15–9, 8–15, 14–16, 6–15) |     |                 | Atlanta Játékvezető: Jarmo Salonen (FIN), Peter Henry (CAN) |

| 1996. július 23. 10:00 | Brazília (BRA)       | 0–3 | Bulgária (BUL) | Atlanta Játékvezető: Peter Henry (CAN), Young-Ho Cho (KOR) |
| 1996. július 23. 10:00 | (11–15, 13–15, 8–15) |     |                | Atlanta Játékvezető: Peter Henry (CAN), Young-Ho Cho (KOR) |

| 1996. július 25. 16:00 | Lengyelország (POL) | 0–3 | Brazília (BRA) | Atlanta Játékvezető: Zheng Zhong Qu (CHN), Pasquale Troia (ITA) |
| 1996. július 25. 16:00 | (7–15, 11–15, 8–15) |     |                | Atlanta Játékvezető: Zheng Zhong Qu (CHN), Pasquale Troia (ITA) |

| 1996. július 27. 19:30 | Brazília (BRA)       | 3–0 | Egyesült Államok (USA) | Atlanta Játékvezető: Takashi Shimoyama (JPN), Jarmo Salonen (FIN) |
| 1996. július 27. 19:30 | (15–11, 15–11, 15–7) |     |                        | Atlanta Játékvezető: Takashi Shimoyama (JPN), Jarmo Salonen (FIN) |

| 1996. július 29. 19:30 | Kuba (CUB)            | 0–3 | Brazília (BRA) | Atlanta Játékvezető: Patrick Rachard (FRA), Konstantinos Margaritis (GRE) |
| 1996. július 29. 19:30 | (11–15, 10–15, 11–15) |     |                | Atlanta Játékvezető: Patrick Rachard (FRA), Konstantinos Margaritis (GRE) |

Negyeddöntő
| 1996. július 31. 19:30 | Brazília (BRA)                   | 2–3 | Jugoszlávia (SCG) | Atlanta Játékvezető: Zheng Zhong Qu (CHN), Young-Ho Cho (KOR) |
| 1996. július 31. 19:30 | (6–15, 5–15, 15–8, 16–14, 10–15) |     |                   | Atlanta Játékvezető: Zheng Zhong Qu (CHN), Young-Ho Cho (KOR) |

Az 5–8. helyért
| 1996. augusztus 1. 8:00 | Brazília (BRA)             | 3–1 | Argentína (ARG) | Atlanta Játékvezető: Konstantinos Margaritis (GRE), Jarmo Salonen (FIN) |
| 1996. augusztus 1. 8:00 | (15–10, 15–3, 13–15, 15–9) |     |                 | Atlanta Játékvezető: Konstantinos Margaritis (GRE), Jarmo Salonen (FIN) |

Az 5. helyért
| 1996. augusztus 2. 12:00 | Kuba (CUB)            | 0–3 | Brazília (BRA) | Atlanta Játékvezető: Jarmo Salonen (FIN), Petrus Carolus Scheffer (NED) |
| 1996. augusztus 2. 12:00 | (12–15, 14–16, 14–16) |     |                | Atlanta Játékvezető: Jarmo Salonen (FIN), Petrus Carolus Scheffer (NED) |

| Csapat         | Helyezés |
| -------------- | -------- |
| Brazília (BRA) | 5.       |

### Női
| Brazil női röplabdacsapat-játékoskeret                                                                      | Brazil női röplabdacsapat-játékoskeret                                                             |
| --- | -------------------------------------------------------------------------------------------------- |
| - Ana Ida Alvares - Leila Barros - Ericleia Bodziak - Hilma Caldeira - Ana Paula Connelly - Marcia Fu Cunha | - Virna Dias - Ana Moser - Ana Flavia Sanglard - Hélia Souza - Sandra Suruagy - Fernanda Venturini |

#### Eredmények
Csoportkör
B csoport
|                   |      | Mérkőzések | Mérkőzések | Szettek | Szettek | Szettek | Pontok | Pontok | Pontok |
| Csapat            | Pont | Gy         | V          | Sz+     | Sz–     | SzA     | P+     | P–     | PA     |
| ----------------- | ---- | ---------- | ---------- | ------- | ------- | ------- | ------ | ------ | ------ |
| Brazília (BRA)    | 10   | 5          | 0          | 15      | 1       | 15,000  | 238    | 121    | 1,967  |
| Oroszország (RUS) | 9    | 4          | 1          | 12      | 4       | 3,000   | 217    | 140    | 1,550  |
| Kuba (CUB)        | 8    | 3          | 2          | 10      | 6       | 1,667   | 196    | 156    | 1,256  |
| Németország (GER) | 7    | 2          | 3          | 7       | 9       | 0,778   | 163    | 191    | 0,853  |
| Kanada (CAN)      | 6    | 1          | 4          | 3       | 14      | 0,214   | 156    | 239    | 0,653  |
| Peru (PER)        | 5    | 0          | 5          | 2       | 15      | 0,133   | 129    | 252    | 0,512  |

| 1996. július 20. 19:30 | Brazília (BRA)     | 3–0 | Peru (PER) | Atlanta Játékvezető: Patrick Rachard (FRA), Petrus Carolus Scheffer (NED) |
| 1996. július 20. 19:30 | (15–7, 15–1, 15–5) |     |            | Atlanta Játékvezető: Patrick Rachard (FRA), Petrus Carolus Scheffer (NED) |

| 1996. július 22. 19:30 | Kuba (CUB)           | 0–3 | Brazília (BRA) | Atlanta Játékvezető: Petrus Carolus Scheffer (NED), Jarmo Salonen (FIN) |
| 1996. július 22. 19:30 | (11–15, 10–15, 4–15) |     |                | Atlanta Játékvezető: Petrus Carolus Scheffer (NED), Jarmo Salonen (FIN) |

| 1996. július 24. 16:00 | Brazília (BRA)       | 3–0 | Oroszország (RUS) | Atlanta Játékvezető: Songsak Chareonpong (THA), Young-Ho Cho (KOR) |
| 1996. július 24. 16:00 | (15–3, 15–11, 15–13) |     |                   | Atlanta Játékvezető: Songsak Chareonpong (THA), Young-Ho Cho (KOR) |

| 1996. július 26. 19:30 | Kanada (CAN)        | 0–3 | Brazília (BRA) | Atlanta Játékvezető: Pasquale Troia (ITA), Songsak Chareonpong (THA) |
| 1996. július 26. 19:30 | (6–15, 6–15, 11–15) |     |                | Atlanta Játékvezető: Pasquale Troia (ITA), Songsak Chareonpong (THA) |

| 1996. július 28. 10:00 | Brazília (BRA)            | 3–1 | Németország (GER) | Atlanta Játékvezető: Songsak Chareonpong (THA), Fernando Nava Abarca (MEX) |
| 1996. július 28. 10:00 | (15–4, 13–15, 15–6, 15–8) |     |                   | Atlanta Játékvezető: Songsak Chareonpong (THA), Fernando Nava Abarca (MEX) |

Negyeddöntő
| 1996. július 30. 19:30 | Dél-Korea (KOR)     | 0–3 | Brazília (BRA) | Atlanta Játékvezető: Pasquale Troia (ITA), Patrick Rachard (FRA) |
| 1996. július 30. 19:30 | (4–15, 2–15, 10–15) |     |                | Atlanta Játékvezető: Pasquale Troia (ITA), Patrick Rachard (FRA) |

Elődöntő
| 1996. augusztus 1. 19:30 | Kuba (CUB)                        | 3–2 | Brazília (BRA) | Atlanta Játékvezető: Petrus Carolus Scheffer (NED), Frank Leuthaeusser (GER) |
| 1996. augusztus 1. 19:30 | (5–15, 15–8, 10–15, 15–13, 15–12) |     |                | Atlanta Játékvezető: Petrus Carolus Scheffer (NED), Frank Leuthaeusser (GER) |

Bronzmérkőzés
| 1996. augusztus 3. 12:00 | Oroszország (RUS)                 | 2–3 | Brazília (BRA) | Atlanta Játékvezető: Barry Dragon (USA), Zheng Zhong Qu (CHN) |
| 1996. augusztus 3. 12:00 | (13–15, 15–4, 14–16, 15–8, 13–15) |     |                | Atlanta Játékvezető: Barry Dragon (USA), Zheng Zhong Qu (CHN) |

| Csapat         | Helyezés |
| -------------- | -------- |
| Brazília (BRA) |          |

### Strandröplabda

#### Férfi
| Versenyző                     | 1. forduló        | 2. forduló                                                             | 3. forduló                                                 | 4. forduló        | Reményág          | Reményág          | Reményág                                               | Reményág          | Reményág          | Elődöntő          | Döntő             | Helyezés |
| Versenyző                     | 1. forduló        | 2. forduló                                                             | 3. forduló                                                 | 4. forduló        | 1. forduló        | 2. forduló        | 3. forduló                                             | 4. forduló        | 5. forduló        | Elődöntő          | Döntő             | Helyezés |
| Versenyző                     | Ellenfél Eredmény | Ellenfél Eredmény                                                      | Ellenfél Eredmény                                          | Ellenfél Eredmény | Ellenfél Eredmény | Ellenfél Eredmény | Ellenfél Eredmény                                      | Ellenfél Eredmény | Ellenfél Eredmény | Ellenfél Eredmény | Ellenfél Eredmény | Helyezés |
| ----------------------------- | ----------------- | ---------------------------------------------------------------------- | ---------------------------------------------------------- | ----------------- | ----------------- | ----------------- | ------------------------------------------------------ | ----------------- | ----------------- | ----------------- | ----------------- | -------- |
| Franco Neto Roberto Lopes     | erőnyerő          | Csehország (CZE) · Michal Palinek · Marek Pakosta · 15–5               | Spanyolország (ESP) · Javier Bosma · Sixto Jiménez · 9–15  |                   |                   |                   | Norvégia (NOR) · Jan Kvalheim · Bjørn Maaseide · 10–15 | kiesett           | kiesett           | kiesett           | kiesett           | 9.       |
| Zé Marco de Melo Emanuel Rego | erőnyerő          | Franciaország (FRA) · Christian Penigaud · Jean-Philippe Jodard · 15–1 | Egyesült Államok (USA) · Mike Whitmarsh · Mike Dodd · 9–15 |                   |                   |                   | Portugália (POR) · Miguel Maia · João Brenha · 12–15   | kiesett           | kiesett           | kiesett           | kiesett           | 9.       |

#### Női
| Versenyző                       | 1. forduló        | 2. forduló                                                       | 3. forduló                                                     | 4. forduló                                                | Reményág          | Reményág          | Reményág          | Reményág          | Reményág                                                 | Elődöntő                                                      | Döntő                                                            | Helyezés |
| Versenyző                       | 1. forduló        | 2. forduló                                                       | 3. forduló                                                     | 4. forduló                                                | 1. forduló        | 2. forduló        | 3. forduló        | 4. forduló        | 5. forduló                                               | Elődöntő                                                      | Döntő                                                            | Helyezés |
| Versenyző                       | Ellenfél Eredmény | Ellenfél Eredmény                                                | Ellenfél Eredmény                                              | Ellenfél Eredmény                                         | Ellenfél Eredmény | Ellenfél Eredmény | Ellenfél Eredmény | Ellenfél Eredmény | Ellenfél Eredmény                                        | Ellenfél Eredmény                                             | Ellenfél Eredmény                                                | Helyezés |
| ------------------------------- | ----------------- | ---------------------------------------------------------------- | -------------------------------------------------------------- | --------------------------------------------------------- | ----------------- | ----------------- | ----------------- | ----------------- | -------------------------------------------------------- | ------------------------------------------------------------- | ---------------------------------------------------------------- | -------- |
| Sandra Pires Jackie Silva       | erőnyerő          | Indonézia (INA) · Timy Yudhani Rahayu · Etta Kaize · 15–2        | Ausztrália (AUS) · Liane Fenwick · Anita Spring · 15–13        | Brazília (BRA) · Mônica Rodrigues · Adriana Samuel · 15–4 |                   |                   |                   |                   |                                                          | Egyesült Államok (USA) · Barbra Fontana · Linda Hanley · 15–8 | Brazília (BRA) · Mônica Rodrigues · Adriana Samuel · 12–11, 12–6 |          |
| Mônica Rodrigues Adriana Samuel | erőnyerő          | Olaszország (ITA) · Annamaria Solazzi · Consuelo Turetta · 17–15 | Egyesült Államok (USA) · Barbra Fontana · Linda Hanley · 15–10 | Brazília (BRA) · Sandra Pires · Jackie Silva · 4–15       |                   |                   |                   |                   | Japán (JPN) · Fudzsita Szacsiko · Takahasi Jukiko · 15–6 | Ausztrália (AUS) · Natalie Cook · Kerri Pottharst · 15–3      | Brazília (BRA) · Sandra Pires · Jackie Silva · 11–12, 6–12       |          |

## Sportlövészet
Férfi
| Versenyző    | Versenyszám | Selejtező | Selejtező | Döntő   | Döntő    |
| Versenyző    | Versenyszám | Pont      | Helyezés  | Pont    | Helyezés |
| ------------ | ----------- | --------- | --------- | ------- | -------- |
| Jean Labatut | Trap        | 119       | 20.*      | kiesett | kiesett  |

* - tíz másik versenyzővel azonos eredményt ért el

## Súlyemelés
| Versenyző      | Versenyszám | Szakítás | Szakítás | Lökés    | Lökés    | Összesen | Helyezés |
| Versenyző      | Versenyszám | Eredmény | Helyezés | Eredmény | Helyezés | Összesen | Helyezés |
| -------------- | ----------- | -------- | -------- | -------- | -------- | -------- | -------- |
| Emilson Dantas | 99 kg       | 152,5    | 20.*     | 182,5    | 21.      | 335,0    | 21.      |

* - másik versenyzővel azonos eredményt ért el

## Tenisz
Férfi
| Versenyző     | Versenyszám | 64-es főtábla                        | 32-es főtábla                 | Nyolcaddöntő                             | Negyeddöntő                             | Elődöntő                        | Bronz- mérkőzés                      | Döntő             | Helyezés |
| Versenyző     | Versenyszám | Ellenfél Eredmény                    | Ellenfél Eredmény             | Ellenfél Eredmény                        | Ellenfél Eredmény                       | Ellenfél Eredmény               | Ellenfél Eredmény                    | Ellenfél Eredmény | Helyezés |
| ------------- | ----------- | ------------------------------------ | ----------------------------- | ---------------------------------------- | --------------------------------------- | ------------------------------- | ------------------------------------ | ----------------- | -------- |
| Fino Meligeni | Egyes       | Stefano Pescosolido (ITA) · 6–4, 6–2 | Albert Costa (ESP) · 7–6, 6–4 | Mark Philippoussis (AUS) · 7–6, 4–6, 8–6 | Andrej Olhovszkij (RUS) · 7–6, 4–6, 7–5 | Sergi Bruguera (ESP) · 6–7, 2–6 | Lijendar Pedzs (IND) · 6–3, 2–6, 4–6 |                   | 4.       |

Női
| Versenyző                       | Versenyszám | 32-es főtábla                                                                | Nyolcaddöntő      | Negyeddöntő       | Elődöntő          | Bronz- mérkőzés   | Döntő             | Helyezés |
| Versenyző                       | Versenyszám | Ellenfél Eredmény                                                            | Ellenfél Eredmény | Ellenfél Eredmény | Ellenfél Eredmény | Ellenfél Eredmény | Ellenfél Eredmény | Helyezés |
| ------------------------------- | ----------- | ---------------------------------------------------------------------------- | ----------------- | ----------------- | ----------------- | ----------------- | ----------------- | -------- |
| Miriam D’Agostini Vanessa Menga | Páros       | Fehéroroszország (BLR) · Volha Barabanscsikava · Natallja Zverava · 2–6, 3–6 | kiesett           | kiesett           | kiesett           | kiesett           | kiesett           | 17.      |

## Úszás
Férfi
| Versenyző                                                             | Versenyszám          | Előfutam    | Előfutam | Előfutam | Döntő   | Döntő   | Döntő   | Helyezés |
| Versenyző                                                             | Versenyszám          | Idő         | Hely.    | Össz.    | Típus   | Idő     | Hely.   | Helyezés |
| --------------------------------------------------------------------- | -------------------- | ----------- | -------- | -------- | ------- | ------- | ------- | -------- |
| Fernando Scherer                                                      | 100 m gyors          | 49,79       | 3.       | 8.       | A       | 49,57   | 5.      | 5.       |
| Fernando Scherer                                                      | 50 m gyors           | 22,68 (sz*) | 3.       | 7.**     | A       | 22,29   | 3.      |          |
| Gustavo Borges                                                        | 50 m gyors           | 22,86       | 5.       | 16.      | B       | 22,92   | 4.*     | 12.*     |
| Gustavo Borges                                                        | 100 m gyors          | 49,17       | 2.       | 3.       | A       | 49,02   | 3.      |          |
| Gustavo Borges                                                        | 200 m gyors          | 1:49,00     | 2.       | 7.       | A       | 1:48,08 | 2.      |          |
| Luiz Lima                                                             | 400 m gyors          | 3:56,43     | 6.       | 18.      | kiesett | kiesett | kiesett | kiesett  |
| Luiz Lima                                                             | 1500 m gyors         | 15:24,16    | 3.       | 11.      | kiesett | kiesett | kiesett | kiesett  |
| Rogério Romero                                                        | 100 m hát            | 56,94       | 4.       | 24.      | kiesett | kiesett | kiesett | kiesett  |
| Rogério Romero                                                        | 200 m hát            | 2:03,49     | 2.       | 17.      | B       | 2:03,20 | 7.      | 15.      |
| André Luiz Teixeira                                                   | 100 m pillangó       | 55,23       | 1.       | 32.      | kiesett | kiesett | kiesett | kiesett  |
| Fernando Scherer Alexandre Massura Neto André Cordeiro Gustavo Borges | 4 × 100 m gyorsváltó | 3:20,21     | 2.       | 4.       | A       | 3:18,30 | 4.      | 4.       |
| Cassiano Leal Luiz Lima Fernando Saez André Luiz Teixeira             | 4 × 200 m gyorsváltó | 7:28,82     | 3.       | 10.      | kiesett | kiesett | kiesett | kiesett  |

Női
| Versenyző      | Versenyszám    | Előfutam | Előfutam | Előfutam | Döntő   | Döntő   | Döntő   | Helyezés |
| Versenyző      | Versenyszám    | Idő      | Hely.    | Össz.    | Típus   | Idő     | Hely.   | Helyezés |
| -------------- | -------------- | -------- | -------- | -------- | ------- | ------- | ------- | -------- |
| Gabrielle Rose | 100 m gyors    | 57,16    | 2.       | 23.      | kiesett | kiesett | kiesett | kiesett  |
| Gabrielle Rose | 100 m pillangó | 1:01,22  | 4.       | 10.      | B       | 1:01,39 | 6.      | 14.      |
| Gabrielle Rose | 200 m vegyes   | 2:18,99  | 6.       | 22.      | kiesett | kiesett | kiesett | kiesett  |

sz* - két másik versenyzővel azonos eredményt ért el, szétúszásban 22,71-es időeredménnyel első lett, 7. helyen jutott a döntőbe

* - egy másik versenyzővel azonos eredményt ért el

** - két másik versenyzővel azonos eredményt ért el

## Vitorlázás
Férfi
| Versenyző                     | Versenyszám     | Futam | Futam | Futam | Futam | Futam | Futam | Futam | Futam | Futam | Futam | Futam | Pontszám | Helyezés |
| Versenyző                     | Versenyszám     | 1     | 2     | 3     | 4     | 5     | 6     | 7     | 8     | 9     | 10    | 11    | Pontszám | Helyezés |
| ----------------------------- | --------------- | ----- | ----- | ----- | ----- | ----- | ----- | ----- | ----- | ----- | ----- | ----- | -------- | -------- |
| Yuri Taguti                   | Szörfvitorlázás | (37)  | 24    | 20    | 16    | 32    | 20    | 29    | (37)  | 33    |       |       | 174,0    | 29.      |
| Christoph Bergmann            | Finn dingi      | 19    | 2     | 9     | 1     | 5     | (20)  | 8     | (21)  | 19    | 16    |       | 79,0     | 10.      |
| Rodrigo Amado Leonardo Santos | 470-es osztály  | 26    | 32    | 23    | 24    | 18    | (37)  | 25    | 25    | 12    | 18    | (29)  | 200,0    | 29.      |

Női
| Versenyző        | Versenyszám     | Futam | Futam | Futam | Futam | Futam  | Futam  | Futam | Futam | Futam | Futam | Futam | Pontszám | Helyezés |
| Versenyző        | Versenyszám     | 1     | 2     | 3     | 4     | 5      | 6      | 7     | 8     | 9     | 10    | 11    | Pontszám | Helyezés |
| ---------------- | --------------- | ----- | ----- | ----- | ----- | ------ | ------ | ----- | ----- | ----- | ----- | ----- | -------- | -------- |
| Christina Forte  | Szörfvitorlázás | 19    | 24    | 23    | 23    | (28**) | (28**) | 28**  | 28**  | 28**  |       |       | 173,0    | 26.      |
| Márcia Pellicano | Europe          | (19)  | (20)  | 17    | 16    | 9      | 8      | 7     | 16    | 11    | 13    | 10    | 107,0    | 16.      |

Nyílt
| Versenyző                     | Versenyszám | Futam | Futam | Futam | Futam | Futam | Futam | Futam | Futam | Futam | Futam | Futam | Pontszám | Helyezés |
| Versenyző                     | Versenyszám | 1     | 2     | 3     | 4     | 5     | 6     | 7     | 8     | 9     | 10    | 11    | Pontszám | Helyezés |
| ----------------------------- | ----------- | ----- | ----- | ----- | ----- | ----- | ----- | ----- | ----- | ----- | ----- | ----- | -------- | -------- |
| Robert Scheidt                | Laser       | 2     | (9)   | 3     | 6     | 1     | 3     | 7     | 2     | 1     | 1     | (57*) | 26,0     |          |
| Torben Grael Marcelo Ferreira | Csillaghajó | 1     | 6     | 2     | (7)   | 1     | 4     | (9)   | 2     | 6     | 3     |       | 25,0     |          |
| Lars Grael Kiko Pellicano     | Tornádó     | (12)  | (16)  | 1     | 8     | 6     | 8     | 2     | 5     | 3     | 7     | 3     | 43,0     |          |

* - kizárták

** - nem indult
| Versenyző                                         | Versenyszám | Futam | Futam | Futam | Futam | Futam | Futam | Futam | Futam | Futam | Futam | Futam | Futam | Negyeddöntő       | Elődöntő          | Döntő             | Helyezés |
| Versenyző                                         | Versenyszám | 1     | 2     | 3     | 4     | 5     | 6     | 7     | 8     | 9     | 10    | Pont  | Hely. | Ellenfél Eredmény | Ellenfél Eredmény | Ellenfél Eredmény | Helyezés |
| ------------------------------------------------- | ----------- | ----- | ----- | ----- | ----- | ----- | ----- | ----- | ----- | ----- | ----- | ----- | ----- | ----------------- | ----------------- | ----------------- | -------- |
| Edson de Araújo Junior Daniel Glomb Marcelo Reitz | Soling      | (23)  | 17    | 20    | (23)  | 17    | 14    | 19    | 23    | 19    | 6     | 135   | 21.   | kiesett           | kiesett           | kiesett           | 21.      |